# Armand David
Padre Jean Pierre Armand David (Espelette, 7 settembre 1826 – Parigi, 10 novembre 1900) è stato un missionario, zoologo e botanico francese della Congregazione della Missione.

## Biografia
Nel 1848 entrò nella Congregazione della Missione fondata da Vincenzo de' Paoli e nel 1862 fu ordinato sacerdote, ma parallelamente ai suoi studi teologici il giovane Armando acquisì una solida formazione naturalistica.
Padre David venne inviato in Cina a Pechino, dove iniziò a mettere insieme una grande raccolta di piante e animali, ma anche di rocce e fossili.
In seguito alla richiesta da parte del governo francese, David inviò a Parigi alcuni tra gli elementi più importanti della sua collezione, che subito suscitarono un grande interesse.
Il Museo nazionale di storia naturale di Francia gli chiese allora di percorrere la Cina, al fine di arricchire le sue raccolte di animali e vegetali. Con il placet del suo Ordine nel 1866 esplorò il sud della Mongolia e nel 1868 l'est del Tibet.
Padre David descrisse per la prima volta molti animali e piante. Tra i più conosciuti la Buddleia (Buddleja davidii), il milu o Elaphurus davidianus, poi conosciuto in Occidente come "cervo di Padre David", e il Panda di cui Alphonse Milne-Edwards fece poi una descrizione accurata.

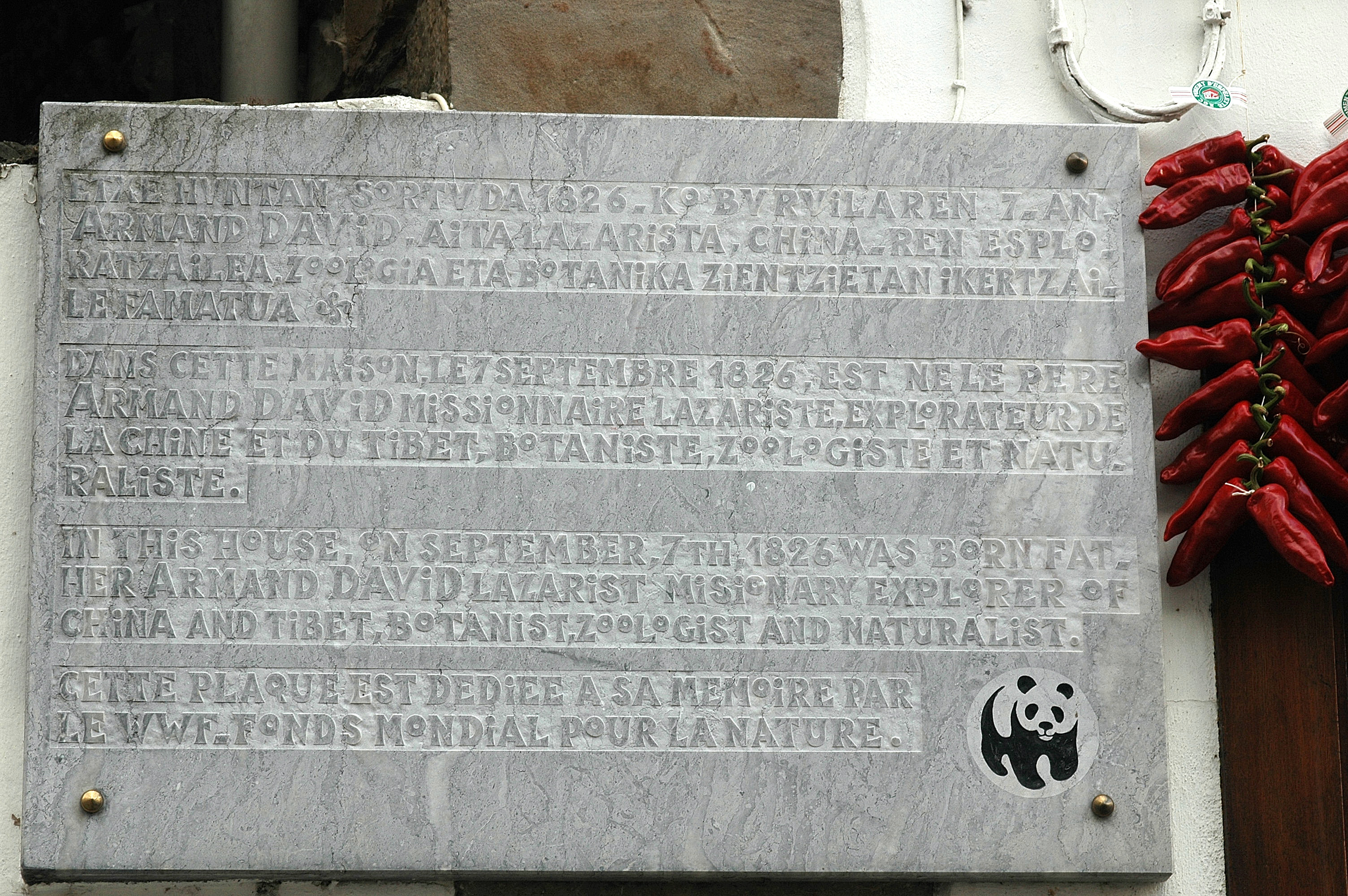
Lapide davanti alla casa natale di Padre Armand David, inaugurata dal Cardinale Roger Etchegaray ad Espelette.